# Neocollyris crassicornis
Neocollyris crassicornis es una especie de escarabajo del género Neocollyris. Fue descrita científicamente por Dejean en 1825.
Se distribuye por Bangladés, Malasia, Indonesia e India. Mide aproximadamente 15 milímetros de longitud. Es muy delgado, con una gran relación entre el ancho del pronoto y la longitud total del cuerpo.